# Imke Müller
Imke Müller (* in Cuxhaven) ist eine deutsche Schauspielerin.

## Werdegang
Nach dem Abitur studierte sie in Hamburg und nahm nebenbei Schauspielunterricht. 1998 war sie auf der Landesbühne Rheinlandpfalz im Stück Hänsel und Gretel zu sehen. Einem breiten Publikum wurde sie durch die Rolle der Natalie Hagen aus der ARD-Fernsehserie Marienhof bekannt, die sie vom 29. Dezember 1999 bis 25. Juli 2000 verkörperte. Neben den Dreharbeiten für die Serie studierte Müller Theologie und Französisch in München.